# Dragica Đurić
Dragica Đurić (Šabac, 26 de março de 1963) é uma ex-handebolista profissional iugoslava, campeã olímpica.
Dragica Đurić fez parte da geração medalha de ouro em Los Angeles 1984.